# Anja Mittag
Anja Mittag (født 16. maj 1985) er en tysk tidligere fodboldspiller, som indstillede sin karriere i 2019 hos RB Leipzig i Tysklands næstbedste række. Hun var angriber og spillede tidligere for kendte klubber i Tyskland, Frankrig og Sverige. Hun spillede for FC Rosengård i Damallsvenskan fra 2017 til 2019. Fra 2016-17 spillede hun for den tyske klub Wolfsburg og 2015-16 for den franske klub Paris Saint-Germain. Hun har spillet 158 landskampe og scoret 50 mål for Tyskland. Hun er en af historiens mest succesfulde spillere, der blandt andet har vundet et VM, tre EM samt olympisk guld med Tyskland. Derudover har hun vundet to Champions League-titler.

## Karriere

### Klubkarriere
Mittag spillede i sin barndom i et par klubber i Chemnitz og kom i 2000 til FC Erzgebirge Aue. 
Potsdam
I 2000 skiftede hun til 1. FFC Turbine Potsdam, hvor hun fik sit gennembrud, da hun i 2002 kom på klubbens førstehold. Her fik hun snart afgørende betydning, idet hun i fire sæsoner spillede 83 kampe og scorede 55 mål i ligaen. Hun var dermed med til at sikre klubben "The Double" i 2003-2004, hvor klubben både vandt mesterskabet og pokalturneringen. Hun var ligeledes med til at vinde de næste to sæsoners pokalturneringer, det tyske mesterskab i 2006 samt UEFA Women's Cup i 2004-2005.
I efteråret 2006 skiftede hun til til det svenske hold QBIK Karlstad for at spille nogle uger i den næstbedste svenske række, men hun vendte tilbage til Potsdam og spillede der frem til 2011. I denne omgang nåede hun 79 kampe og 61 mål. Hun var med til at sikre Potsdam det tyske mesterskab 2009, 2010 og 2011 samt Champions League-titlen i 2011.
Rosengård
I december 2011 skrev Mittag kontrakt med LdB FC Malmö, senere FC Rosengård, og begyndte i sin nye klub i januar 2012. I sin første sæson i den svenske klub scorede hun 21 mål og blev ligatopscorer. I 2013-sæsonen var hun med til at blive svensk mester med Rosengård, og dette gentog sig i 2014.
Paris Saint-Germain
I sommeren 2015 skiftede Mittag til franske PSG, hvilket ikke blev den store succes.
Wolfsburg
Derfor skiftede hun i sommeren 2016 til det tyske tophold VfL Wolfsburg.  Heller ikke dette ophold blev nogen stor succes, da hun blot fik ti kampe og scorede ét mål. 
Rosengård
Allerede i foråret 2017 vendte Anja Mittag tilbage til Rosengård. I oktober samme år blev hun den første kvindelige spiller til at score 50 mål i Champions League-turneringen, og hun er fortsat nummer to blandt alletiders mest scorende i turneringen med 51 mål. Norske Ada Hegerberg ligger øverst på listen med 56 mål (december 2021). I november 2018 blev hun udnævnt som bedste angriber af det svenske fodboldforbund. Ved sommerpausen i den svenske turnering i 2019 bekendtgjorde Mittag, at hun indstillede sin elitekarriere.
RB Leipzig
Kort efter meddelte hun, at hun fremover ville spille for RB Leipzig i regionalligaen. Desuden skulle hun være hjælpetræner for holdet. Den følgende sommer indstillede hun endeligt sin aktive karriere. Hun har siden arbejdet som hjælpetræner i klubben.

### Landsholdskarriere
Mittag fik debut for Tysklands kvindefodboldlandshold 31. marts 2004, da hun blev skiftet ind i en venskabskamp mod Italien. Hun var udtaget til det tyske landsholdt til OL 2004 i Athen, men fik ikke spilletid her. Sit første mål for Tysklands A-landshold scorede hun 11. marts 2005 i en kamp mod Norge ved Algarve Cup.
Hun var med til at vinde EM 2005, VM 2007, EM 2009 samt 2013. Ved OL 2008 i Beijing var hun med på holdet, der blev nummer to i indledende runde og derpå besejrede Sverige i kvartfinalen (2-0 efter forlænget spilletid), hvorpå de tabte i semifinalen til Brasilien med 1-4. I kampen om tredjepladsen vandt tyskerne 2-0 over Japan og sikrede sig dermed bronzemedaljerne, mens USA vandt guld foran Brasilien.
Hun var en del af Tysklands trup til sommer-OL 2016. Her gik Tyskland med nød og næppe videre fra indledende runde efter nederlag til Canada og uafgjort mod Australien, men derpå besejrede de Kina i kvartfinalen (1-0) og fik revanche mod Canada i semifinalen med en sejr på 2-0, inden de  blev olympiske mestre med finalesejr på 2-1 over Sverige.
Anja Mittag indstillede sin landsholdskarriere i sommeren 2017 efter at have spillet 158 A-landskampe og scoret 50 mål.